# ТЭЦ Тыхы
ТЭЦ Тыхы (Tychy) — теплоэлектроцентраль на юге Польши, расположенная примерно в десятке километров от южной окраины Катовиц.
В 1963 году на площадке станции была запущена котельная с тремя водогрейными котлами La Monta WLM-38 общей мощностью 132 МВт. В 1972, 1977 и 1986 годах их дополнили тремя угольными котлами WP-120 мощностью по 140 МВт, поставленными компанией Rafako из Ратибора.
В 2000 году объект был преобразован в ТЭЦ, для чего был введен в действие энергоблок BC-35 мощностью 40 МВт, оснащенный угольным котлом с циркулирующим кипящим слоем OF-135 и паровой турбиной Skoda KP 40-9,7. Тепловая мощность блока составляла 70 МВт. При этом все котлы WLM-38 и один из WP-120 были выведены из эксплуатации, а общая тепловая мощность станции оценивалась как 290 МВт.
В 2012 году котел OF-135 был переведен на сжигание биомассы, для чего был модернизирован по гибридной технологии, сочетающей циркулирующий и пузырьковый кипящий слой.
В 2016 году был введен в эксплуатацию новый энергоблок BC50, оснащенный котлом с циркулирующим кипящим слоем Foster Wheeler, предназначенным для сжигания как угля, так и биомассы. Блок оснащен паровой турбиной Doosan Skoda мощностью 65 МВт, а его тепловая мощность составляет 86 МВт.
Также в 2010-х годах был установлен водогрейный котел WR-40 мощностью 40 МВт, поставленный компанией Sefako из Сендзишува, при этом в работе остался только один котел WP120.